# Keep Christmas With You
| Đánh giá chuyên môn | Đánh giá chuyên môn |
| Nguồn đánh giá      | Nguồn đánh giá      |
| Nguồn               | Đánh giá            |
| ------------------- | ------------------- |
| Deseret News        | rất được yêu thích  |

Keep Christmas With You là album trực tiếp được thu âm từ chương trình Giáng Sinh tổ chức tại LDS Conference Center vào năm 2014 của Mormon Tabernacle Choir, với khách mời đặc biệt là nam diễn viên Santino Fontana (trong vai Hans của bộ phim Frozen) và The Muppets từ Sesame Street. Album và DVD ghi hình chuyến lưu diễn được phát hành vào ngày 16 tháng 10 năm 2015. Buổi hòa nhạc được ghi hình sẽ ra mắt trên kênh truyền hình PBS vào ngày 21 tháng 12 năm 2015.

## Danh sách và thứ tự các bài hát
| CD  | CD                                                                            | CD                                                                | CD         |
| STT | Nhan đề                                                                       | Trình bày                                                         | Thời lượng |
| --- | ----------------------------------------------------------------------------- | ----------------------------------------------------------------- | ---------- |
| 1.  | "Sing a Christmas Carol, từ Scrooge"                                          | Dàn hợp xướng và dàn nhạc, Brass Band, Sesame Street Muppets      | 3:09       |
| 2.  | "Merry, Merry Christmas"                                                      | Dàn hợp xướng, dàn nhạc, và Bells                                 | 6:04       |
| 3.  | "The Candy Man, từ Willy Wonka & the Chocolate Factory/Pocketful of Miracles" | Santino Fontana, dàn hợp xướng, dàn nhạc, và Bells                | 3:42       |
| 4.  | "Some Children See Him"                                                       | Santino Fontana và dàn nhạc                                       | 3:35       |
| 5.  | "Marche Miniature, từ Suite for Orchestra in D Minor, op. 43"                 | Dàn nhạc                                                          | 1:46       |
| 6.  | "Hear, King of Angels, từ Christmas Oratorio, BWV 248"                        | Dàn hợp xướng và dàn nhạc                                         | 1:53       |
| 7.  | "Cum Sancto Spiritu, từ Petite messe solennelle"                              | Dàn hợp xướng và dàn nhạc                                         | 5:36       |
| 8.  | "Sesame Street Theme"                                                         | Dàn hợp xướng, dàn nhạc và Bells                                  | 1:21       |
| 9.  | "People in Your Neighborhood"                                                 | Santino Fontana, Sesame Street Muppets, và dàn nhạc               | 5:33       |
| 10. | "Sing"                                                                        | Santino Fontana, Sesame Street Muppets, dàn hợp xướng và dàn nhạc | 2:49       |
| 11. | "The Wonder of Winter (Medley)"                                               | Santino Fontana, dàn hợp xướng và dàn nhạc                        | 5:27       |
| 12. | "The Twelve Days of Christmas"                                                | Richard Elliott và Sesame Street Muppets                          | 9:14       |
| 13. | "Keep Christmas With You (All Through the Year)"                              | Sesame Street Muppets, dàn hợp xướng và dàn nhạc                  | 2:43       |
| 14. | "Everyone Who Likes Christmas Say, "I Do!""                                   | Santino Fontana, Sesame Street Muppets, dàn hợp xướng và dàn nhạc | 3:53       |
| 15. | "Infant Holy, Infant Lowly"                                                   | Dàn hợp xướng và dàn nhạc                                         | 4:31       |
| 16. | "Luke 2: The Christmas Story"                                                 | Santino Fontana và dàn nhạc                                       | 2:34       |
| 17. | "Angels, from the Realms of Glory"                                            | Santino Fontana, dàn hợp xướng và dàn nhạc                        | 4:27       |
| 18. | "We Wish You a Merry Christmas"                                               | Santino Fontana, Sesame Street Muppets, dàn hợp xướng và dàn nhạc | 2:28       |